# Leone Scotti
Leone Marino Scotti (Pisa, 1º gennaio 1896 – Livorno, 5 gennaio 1960) è stato un calciatore italiano, di ruolo difensore o attaccante.

## Carriera
Cresce nel Bologna e durante il servizio militare gioca alla Cascina Malpensa con gli Aviatori Malpensa (dove il Comando Militare realizzò un campo da calcio e uno di pallacanestro).
Esordisce in massima serie nel 1919 con il Pisa, disputando una stagione con 14 marcature in 10 partite. I nerazzurri vincono il girone toscano senza riuscire a qualificarsi nella finale interregionale.

Nell'estate 1920 passa al Genoa, con il quale esordisce nella stagione 1920-1921, in massima serie, nel pareggio esterno per uno ad uno il 30 ottobre 1920 contro la Sestrese. Quell'anno il Grifone raggiunse il secondo posto del girone semifinale A della Prima Categoria 1920-1921.
L'anno dopo Scotti si trasferisce al Livorno. Con i labronici rimane due stagioni, ottenendo come massimo risultato il quarto posto del girone C della Lega Nord durante la Prima Divisione 1922-1923.
L'anno dopo passa alla Libertas Firenze, che si piazza al quinto posto del girone F della Seconda Divisione 1923-1924, ottenendo la salvezza dopo uno spareggio contro il Prato.
Scotti continua la sua carriera in Umbria, dapprima al Perugia, con cui militerà in Seconda Divisione 1927-1928, corrispondente alla terza serie, ed in seguito al Braccio Fortebraccio Perugia, club minore perugino.